# Papieska elekcja 1241

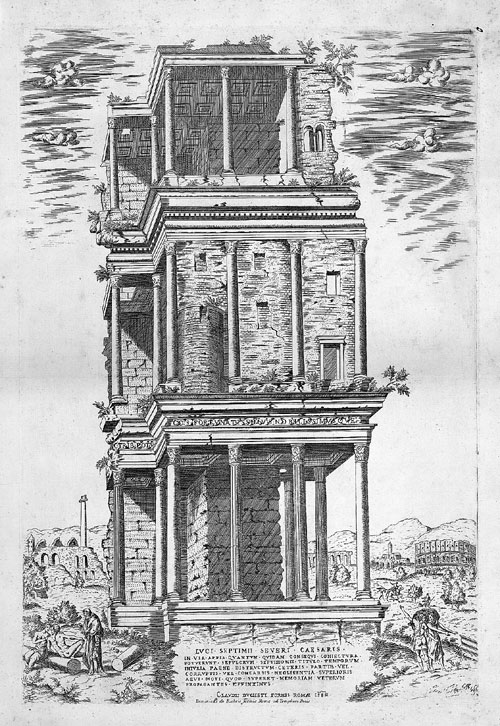
Fragment Septizonium, w którym odbyła się elekcja przedstawiony na rycinie z 1582 roku

Papieska elekcja 1241 – trwała od 22 sierpnia do 25 października 1241 r., po śmierci Grzegorza IX. Była to pierwsza elekcja trwająca dłużej niż kilka dni od czasu, gdy papieża wybierają wyłącznie kardynałowie.

## Śmierć Grzegorza IX
Sędziwy papież Grzegorz IX zmarł 22 sierpnia 1241 roku w Rzymie. Jego pontyfikat został zdominowany przez silny konflikt z cesarzem Fryderykiem II, który w chwili jego śmierci nie został rozwiązany i, co więcej, nie rozwijał się pomyślnie dla Stolicy Apostolskiej. Latem 1241 cesarz przebywał wraz ze swym wojskiem w Tivoli, bezpośrednio zagrażając Rzymowi. Śmierć Grzegorza IX zahamowała jednak jego marsz, gdyż – jak oświadczył – walczył jedynie z Grzegorzem IX, a nie z Kościołem. Mimo tej deklaracji cesarz zablokował drogi dojazdowe do Rzymu i aresztował ponad stu duchownych zmierzających do miasta na sobór zwołany przez zmarłego papieża. Wśród uwięzionych było dwóch kardynałów: Giacomo Pecoraria z Palestriny i Otto z S. Nicola in Carcere.

## Lista uczestników
W chwili śmierci Grzegorza IX Kolegium Kardynałów liczyło prawdopodobnie 12 kardynałów. Dwóch z nich zostało uwięzionych przez Fryderyka II, a spośród pozostałych dziesięciu jeden zmarł w trakcie sediswakancji:
- Romano Bonaventura (5 marca 1216) – kardynał biskup Porto e Santa Rufina; komendatariusz kościoła prezbiterialnego S. Stefano al Monte Celio; prymas Świętego Kolegium Kardynałów
- Rinaldo Conti di Jenne (nominacja kardynalska: 18 września 1227) – kardynał biskup Ostia e Velletri
- Goffredo Castiglione (18 września 1227) – kardynał biskup Sabiny
- Giovanni Colonna (27 maja 1206) – kardynał prezbiter S. Prassede; protoprezbiter Świętego Kolegium Kardynałów
- Sinibaldo Fieschi (18 września 1227) – kardynał prezbiter S. Lorenzo in Lucina
- Stefano Conti (5 marca 1216) – kardynał prezbiter S. Maria in Trastevere; archiprezbiter bazyliki watykańskiej
- Rainiero da Viterbo OCist (5 marca 1216) – kardynał diakon S. Maria in Cosmedin; protodiakon Świętego Kolegium Kardynałów
- Gil Torres (17 grudnia 1216) – kardynał diakon Ss. Cosma e Damiano
- † Robert Somercote (29 maja 1238) – kardynał diakon S. Eustachio (zmarł 16 września)
- Riccardo Annibaldi (29 maja 1238) – kardynał diakon S. Angelo in Pescheria; rektor Kampanii

Czterech elektorów mianował Innocenty III, pięciu Grzegorz IX, a jednego Honoriusz III.

### Nieobecni
Dwóch kardynałów mianowanych przez Grzegorza IX było nieobecnych, gdyż zostali uwięzieni przez Fryderyka II:
- Giacomo Pecoraria OCist (20 września 1231) – kardynał biskup Palestriny
- Ottone de Tonengo (18 września 1227) – kardynał diakon S. Nicola in Carcere Tulliano

## Podziały w Świętym Kolegium
Kardynałowie byli podzieleni na dwie frakcje. Jedna opowiadała się za kontynuowaniem bezkompromisowej polityki Grzegorza IX wobec Fryderyka II (należeli do niej m.in. kardynał Fieschi, Rainaldo Conti i Annibaldi) i popierała kandydaturę Romano Bonaventura, druga natomiast, dowodzona przez kardynała Colonna di Carbognano, postulowała przyjęcie bardziej ugodowej postawy i poszukiwanie kompromisu z cesarzem. Do frakcji "pokojowej" należeli także Robert Somercote, Rainiero da Viterbo, Stefano Conti i Gil Torres, a jej kandydatem był Goffredo Castiglione.

## Przebieg elekcji
Prawdopodobnie jeszcze w dniu śmierci Grzegorza IX (lub krótko potem) senator Rzymu Matteo Rosso Orsini, sprawujący niemal dyktatorską władzę w mieście, przymusowo zamknął 10 kardynałów w budynku zwanym Septizonium, chcąc wymusić w ten sposób szybki wybór nowej głowy Kościoła. Początkowo najwięcej głosów dostawał procesarski kandydat Castiglione, nie mógł jednak uzbierać wymaganych dwóch trzecich. Frakcja antycesarska głosowała na Romano Bonaventura, popieranego przez senatora Orsiniego.
Przez cały okres sediswakancji trwały starania o uwolnienie dwóch kardynałów więzionych przez Fryderyka II. Cesarz zaproponował, że zgodzi się na ich uwolnienie, ale pod warunkiem złożenia obietnicy przez nich, że powrócą do niewoli zaraz po wyborze nowego papieża, o ile nie zostanie nim ktoś z nich. Giacomo Pecoraria odmówił zgody na te warunki, natomiast Ottone de Tonengo we wrześniu na krótko opuścił niewolę i dołączył do elektorów w Rzymie, jednak w obawie o los pozostałych zakładników szybko dobrowolnie wrócił do cesarza.
Letnie upały oraz fatalne warunki higieniczne powodowały, że wielu elektorów zaczęło podupadać na zdrowiu. 16 września zmarł jedyny angielski kardynał Robert Somercote, skutkiem czego liczba elektorów spadła do dziewięciu.

## Wybór Celestyna IV

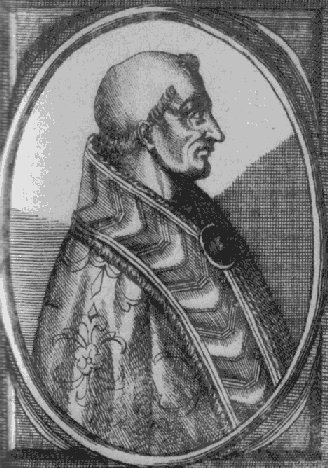
Wybrany na papieża Goffredo da Castiglione

Po dwóch miesiącach sporów, prowadzonych w skrajnie niezdrowych warunkach i pod silnym naciskiem senatora Orsiniego, górę wzięła frakcja "pokojowa". W pisemnym głosowaniu 25 października 1241 jej kandydat Goffredo Castiglione uzyskał wreszcie wymaganą większość. Elekt przybrał imię Celestyn IV. Nowy papież był już jednak bardzo schorowany i zmarł po zaledwie kilkunastu dniach pontyfikatu, prawdopodobnie przed oficjalną intronizacją. Jego następcę obrano dopiero półtora roku później.